# Mary-Margaret Humes
Mary-Margaret Humes (Watertown, 4 de abril de 1954) é uma atriz norte-americana que recentemente ficou mais conhecida por interpretar Gail Leery, a mãe do protagonista da série norte-americana Dawson's Creek.

## Filmografia
- Grey's Anatomy (2007) (TV)
- Touched By An Angel (2002) (TV)
- Dying to Dance (2001) (TV)
- Motocrossed (2000) (TV)
- The Stalking of Laurie Snow (2000) (TV)
- Dawson's Creek (1998) (TV series) (1998-2003)
- Sworn to Justice (1996)
- Gramps (1995) (TV)
- In the Heat of the Night: By Duty Bound (1995) (TV)
- Perry Mason: The Case of the Reckless Romeo (1992) (TV)
- Eerie, Indiana (1991) (TV series)
- Velvet (1984) (TV)
- History of the World, Part I (1981)